# حسين كلاني
حسين كلاني ((بالفارسية: حسین کلانی)؛ مواليد 23 يناير 1945) هو لاعب كرة قدم إيراني سابق لعب مع أندية شاهين وبرسبوليس وبيكان طهران وشهباز بالإضافة إلى المنتخب الإيراني.

## روابط خارجية
- حسين كلاني على موقع ناشيونال فوتبول تيمز (الإنجليزية)